# Carlo Dalmazio Minoretti

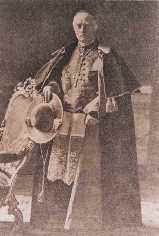
Carlo Dalmazio kardinaal Minoretti

Wapen

Carlo Dalmazio Minoretti (Cogliate San Dalmazio, 17 september 1861 – Genua, 13 maart 1938) was een Italiaans geestelijke en kardinaal van de Katholieke Kerk. 
Minoretti bezocht het seminarie in Milaan en werd in 1884 priester gewijd. Van 1890 tot 1907 doceerde hij aan het seminarie van Monza. Van 1909 tot 1915 werkte hij als pastoor in Milaan. Paus Benedictus XV benoemde hem op 6 december 1915 tot bisschop van Crema. Op 16 januari 1925 benoemde paus Pius XI hem tot aartsbisschop van Genua. Tijdens het consistorie van 16 december 1929 werd hij – tegelijkertijd met Eugenio Pacelli, de latere paus Pius XII, kardinaal gecreëerd. De Sant'Eusebio werd zijn titelkerk. In 1936 was hij pauselijk legaat bij het vierde eeuwfeest van de verschijning van Maria van de Barhartigheid, in Savona
Kardinaal Minoretti overleed op 76-jarige leeftijd en werd bijgezet in de kathedraal van Genua.
- Gemeinsame Normdatei: 1280902051
- International Standard Name Identifier: 0000 0003 8588 0416
- Library of Congress Control Number: nr92022081
- Istituto Centrale per il Catalogo Unico: LO1V091125
- Système universitaire de documentation: 188729003
- Virtual International Authority File: 249029271
- WorldCat: E39PBJht44qqPwW9p3Y96xkJjC